# Casa de mujeres
Casa de mujeres (coneguda també com El hijo de todas), és una pel·lícula mexicana de 1966 protagonitzada per Dolores del Río i Elsa Aguirre. Es va estrenar a Mèxic el 30 de setembre de 1966. Casa de mujeres va ser l'última pel·lícula protagonitzada per Del Río al seu país natal.

## Argument
En un Nadal, les dones d'un luxós bordell troben un bebè abandonat a la porta de la seva casa. Després del debat, totes decideixen quedar-se amb el bebè com les seves "mares" i canviar el seu estil de vida. Amb els anys, el nen es converteix en un reeixit noi. El conflicte sorgeix quan el jove els informa del seu pròxim matrimoni, i les seves "mares" enfronten la por de ser rebutjades i segregades pel seu "fill" degut al seu passat com a prostitutes.

## Repartiment
- Dolores del Río
- Elsa Aguirre
- Elsa Cárdenas
- María Duval
- Rosa María Vázquez
- Susana Cabrera
- Marta Romero
- Carlos López Moctezuma
- Fernando Soler
- Enrique Álvarez Félix

## Recepció
La caracterització de Del Río per aquesta pel·lícula va commocionar el públic, perquè va destacar entre totes les actrius joves amb les quals va alternar. La pel·lícula va tenir crítiques mixtes, però va tenir un gran èxit de taquilla. Una ressenya en partícula va preguntar: És la història del cinema mexicà un llarg camí des de Santa fins a Casa de mujeres?.